# Menno Barreveld
Menno Barreveld (Den Haag, 16 april 1976) is een Nederlands radio-dj.

## Biografie

### Jongere jaren
In het verleden was Barreveld te horen bij Radio Vrolek, Radio Capelle, Stadsradio Rotterdam, Stadsradio Den Haag en Haaglanden Radio NRG 106.3 (eNeRGy) in de regio Den Haag-Delft. 

### Carrière
In 2000 kwam hij terecht bij de landelijke radio, Veronica FM, het latere Yorin FM. In augustus 2004 maakte Barreveld de overstap naar Noordzee FM. Hier presenteerde hij aanvankelijk tussen 10:00 en 12:00 uur, later 14:00 en 16:00 uur. Ook presenteerde hij van april t/m juni 2005 de Download Top 30 op zaterdag van 16:00 tot 18:00 uur. Vanaf de zomer van 2005 nam hij het middagprogramma over van Martijn Krabbé (16:00-19:00 uur). Dit bleef hij ook doen toen Noordzee FM op 1 september 2005 werd veranderd in Q-music, omdat de frequenties waren overgenomen door het Vlaamse mediabedrijf De Persgroep. Vanaf maart 2008 was hij van 18:00 tot 20:00 uur te horen. In mei 2010 verhuisde hij naar 13:00 tot 16:00 uur en vanaf 26 maart 2012 was Barreveld tussen 19:00 en 21:00 uur 's avonds te beluisteren. Vanaf 3 september 2018 verhuisde hij naar 10:00 tot 13:00 uur. Door de komst van de Nederlandse Top 40 duurt zijn programma op de vrijdag een uur korter, namelijk van 10:00 tot 12:00 uur.
Barreveld is sinds 2010 tevens de mannelijke huisstem van Qmusic.
In 2011 deed Menno Barreveld mee aan The Voice of Q, een zang-radioprogramma van Q-music. Barreveld versloeg Patricia van Liemt met zijn versie van het nummer Jessie. Hij kwam tot de halve finale, maar hij kreeg niet genoeg stemmen van de luisteraars om door te gaan naar de finale.

## Trivia
- Menno Barrevelds Brievenbus is al jarenlang een vast onderdeel in zijn programma, waarin hij berichten die gestuurd zijn door luisteraars voorleest.
- Op vrijdag gebruikt hij het nummer Het is weer vrijdag van Robert Leroy om het weekend in te luiden.
- Tijdens het middagprogramma van 16:00 tot 19:00 uur gebruikte hij het nummer Ik wil weer naar huis van De Toendra's.